# フォールン・エンジェル
フォールン・エンジェル ( Fallen Angel ) は、ジンベースのカクテル。アルコール度数は高い。

## 標準的なレシピ
- ジン - 3/4
- レモン・ジュース - 1/4
- クレーム・ド・ミント(ホワイト) - 2dash
- アンゴスチェラ・ビターズ - 1dash

- クレーム・ド・ミントはペパーミントやスペアミントのリキュール。

## 作り方
1. シェークする。
2. カクテルグラスに注ぐ。